# Jerez de los Caballeros
|  | Per a altres significats, vegeu «Comarca de Jerez de los Caballeros». |

Jerez de los Caballeros és un municipi de la província de Badajoz a la comunitat autònoma d'Extremadura. Està situat a la comarca de Jerez de los Caballeros i a 72 km de Badajoz. Té una superfície de 740,46 km² i una població de 9828 (cens de 2007). El codi postal és 06380. Limita al nord amb Barcarrota, Salvaleón i Salvatierra de los Barros, a l'est amb Burguillos del Cerro, al sud-est amb Fregenal de la Sierra, al sud amb Higuera la Real, al sud-oest amb Encinasola i a l'oest amb Oliva de la Frontera, Zahínos i Higuera de Vargas.